# Valençay
Valençay es un municipio francés, situado en el departamento francés del Indre y la región Centro. George Sand escribió que «Este lugar es uno de los más bellos de la tierra y ningún rey tiene un parque más pintoresco». Aquí tuvo su origen el queso homónimo.
En esta ciudad estuvo detenido el rey español Fernando VII durante el Imperio Francés de Napoleón Bonaparte pero liberado gracias a un tratado firmado aquí y por el cual fue llamado Tratado de Valençay.
En esta localidad se encuentra el castillo de  Valençay.

## Demografía
| 2732 | 2754 | 2952 | 2947 | 2912 | 2736 |
| Para los censos de 1962 a 1999 la población legal corresponde a la población sin duplicidades (Fuente: INSEE [Consultar]) |      |      |      |      |      |